# Popstall
Popstall är ett uttryck, använt inom hästsport, vilket betecknar att två eller flera tränare driver en gemensam verksamhet.
Ett av de första popstallen i Sverige utgjordes av Håkan Wallner och Berndt Lindstedt, som startade sin gemensamma verksamhet i mitten av 1960-talet.
Popstallen blev snabbt populära, men förbjöds efter ett tag, då rykten om kompiskörning började florera. Då popstallen förbjudits i Sverige startade Wallner och Lindstedt en amerikansk rörelse, Continental Farms, tillsammans med travtränaren Jan Johnson 1972.

## Urval av popstall
- Håkan Wallner och Berndt Lindstedt (senare även Jan Johnson)[4][7]
- Olle Lindqvist och Gunnar Nordin[3]
- Svante Båth och Ulf Ohlsson[2]
- Trond Anderssen och Kristian Malmin[1]
- Peter och Johan Untersteiner[8][9]